# Waag op de Dam
De Waag op de Dam (niet te verwarren met de thans als de Waag bekend staande voormalige Sint Antoniespoort op de Nieuwmarkt) was het oudste waaggebouw van Amsterdam. Het stond eeuwenlang vrij centraal op de Dam, schuin voor het Oude Stadhuis van Amsterdam en zijn latere opvolger, het huidige Koninklijk Paleis. Een eerste waag uit 1341, waarover verder qua architectuur niets bekend is, werd in 1561-1565 door een nieuw, de 'Tweede Waag', in renaissancestijl vervangen. 
Dit kubusvormige gebouwtje van twee bouwlagen bezat aan de ingangszijde een grote dubbele trap die naar de bovenverdieping voerde, en werd door een hoog schilddak afgesloten, waarvan het silhouet door tal van dakkapellen en hoge schoorstenen werd verlevendigd. Gelijkvloers gaven zeven deuren van alle zijden toegang tot de weegruimte, twee per zijde, behalve aan de voorkant, waar zich in het midden onder het bordes van de trap slechts één ingang bevond, geflankeerd door twee Toscaanse halfzuilen. Op de bovenverdieping was in diverse vertrekken de stedelijke wacht ondergebracht; de dakzolder werd gedeeltelijk als opslagruimte voor wapens gebruikt.
In 1776-1777 werd de Tweede Waag vanwege een forse verzakking door stadsarchitect Jacob Eduard de Witte zo ingrijpend in neoclassicistische trant verbouwd dat wel van de Derde Waag werd gesproken. Zo werd de hoogte van het dak gehalveerd, het aantal dakkapellen fors verminderd en de dubbele trap door een moderner exemplaar vervangen. Daarmee paste het beter bij het even eerder, in 1774-1775, ook door De Witte in neoclassicistische stijl opgetrokken Huis onder 't Zeil verder oostwaarts, dat later als het Commandantshuis bekend zou komen te staan en in 1912 afgebroken zou worden; daar bevindt zich thans Hotel Krasnapolsky.  

## Sloop
In het najaar van 1808 werd de waag in opdracht van koning Lodewijk Napoleon gesloopt, omdat die zijn uitzicht vanuit het net als residentie betrokken voormalige stadhuis zou bederven. Hierna werd de Westerhal stadswaag. Dit gebouw stond bij de Westerkerk, en was oorspronkelijk gebouwd als hoofdwacht van de schutterij en als vleeshal. In 1857 werd ook dit gebouw gesloopt.

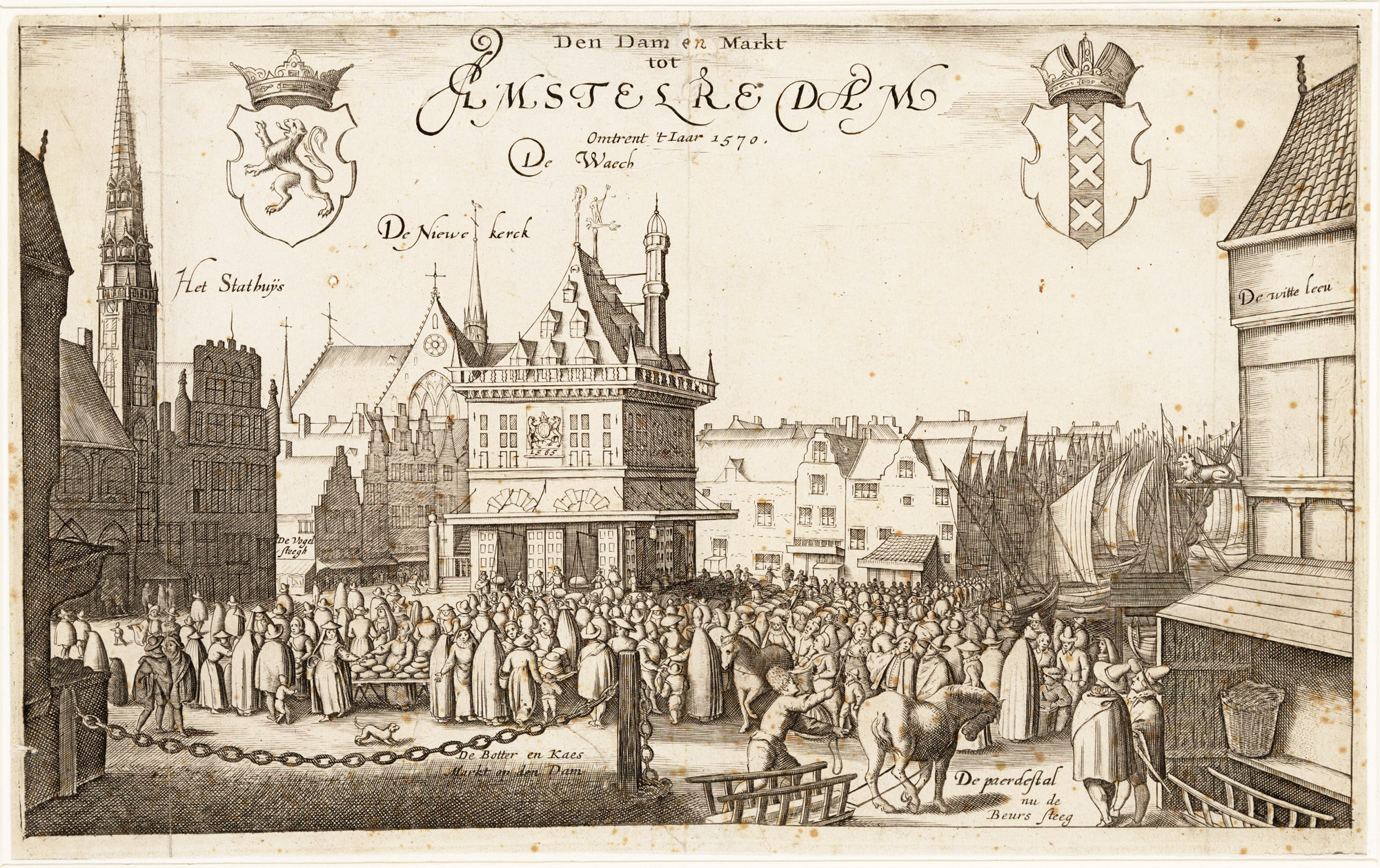
Omstreeks 1570
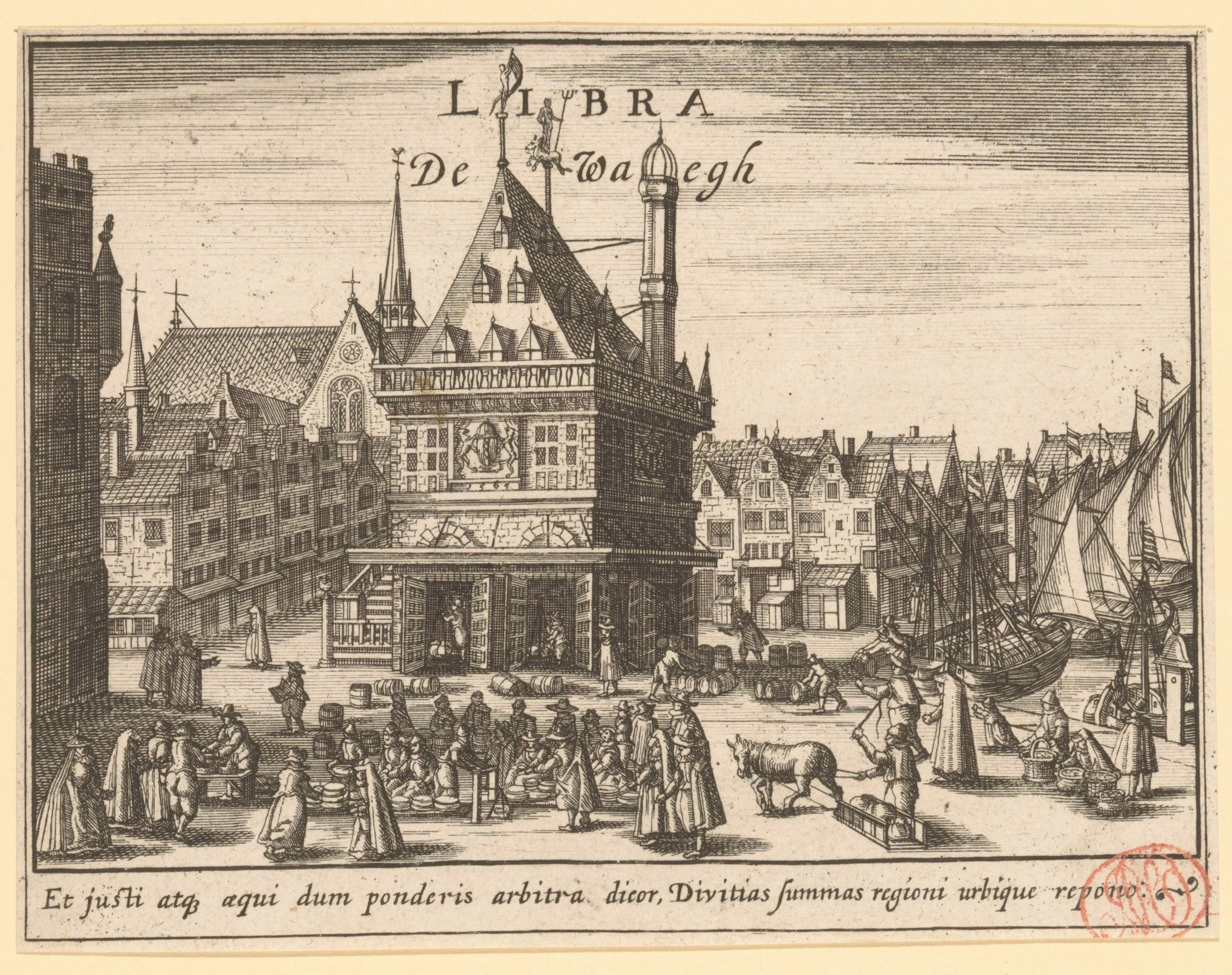
Omstreeks 1650
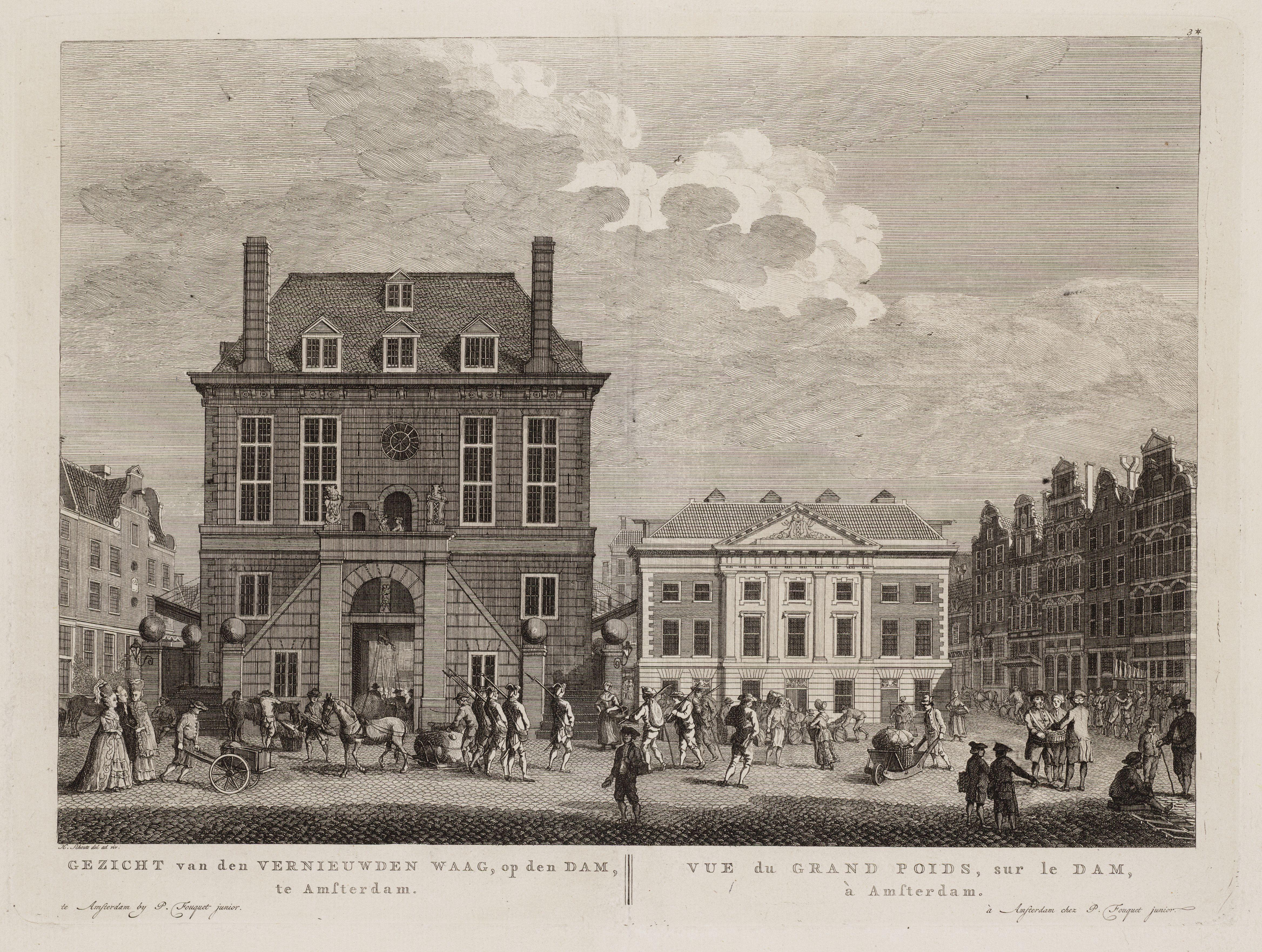
Prent van Pierre Fouquet
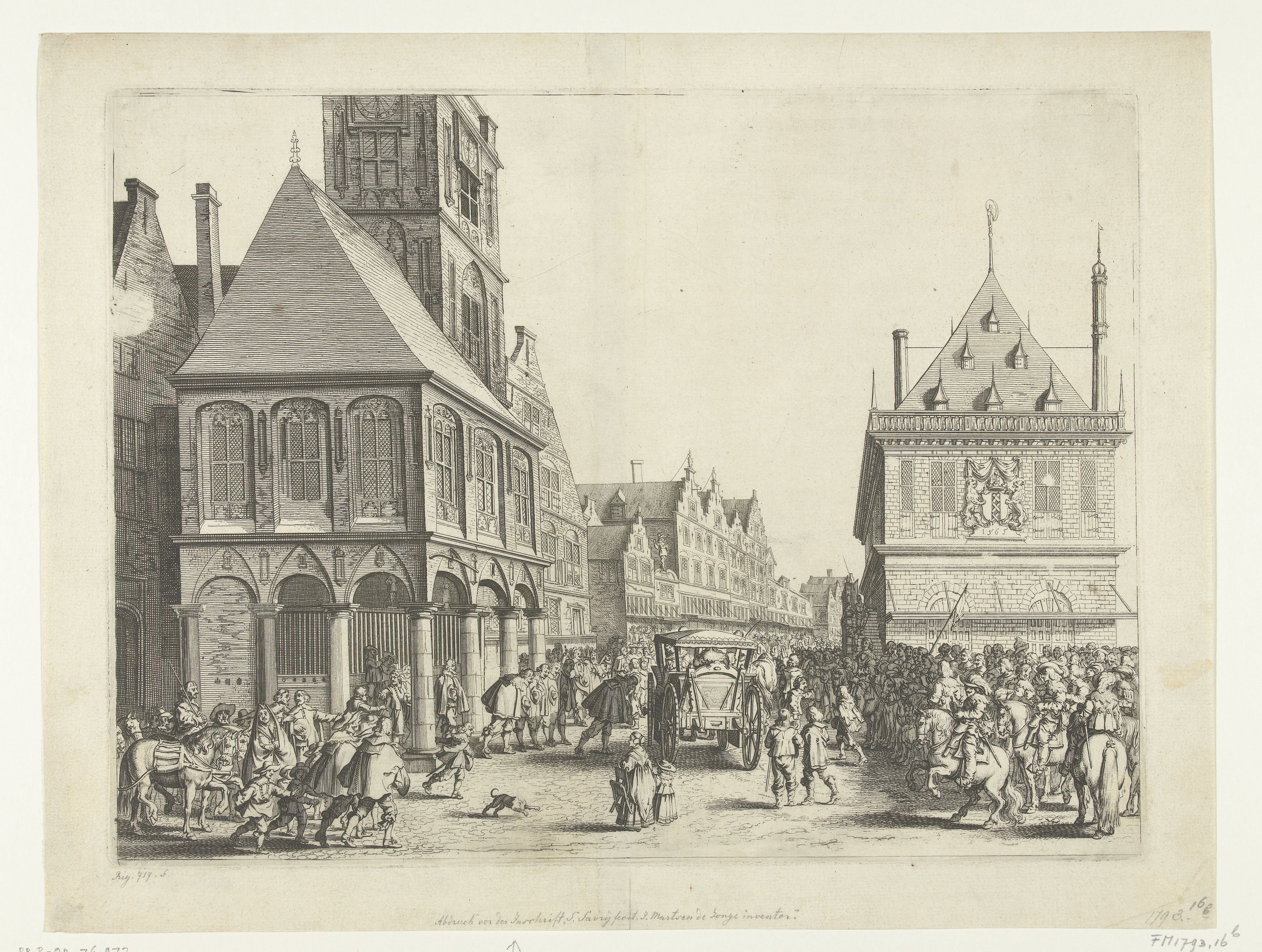
Salomon Savery, 1638
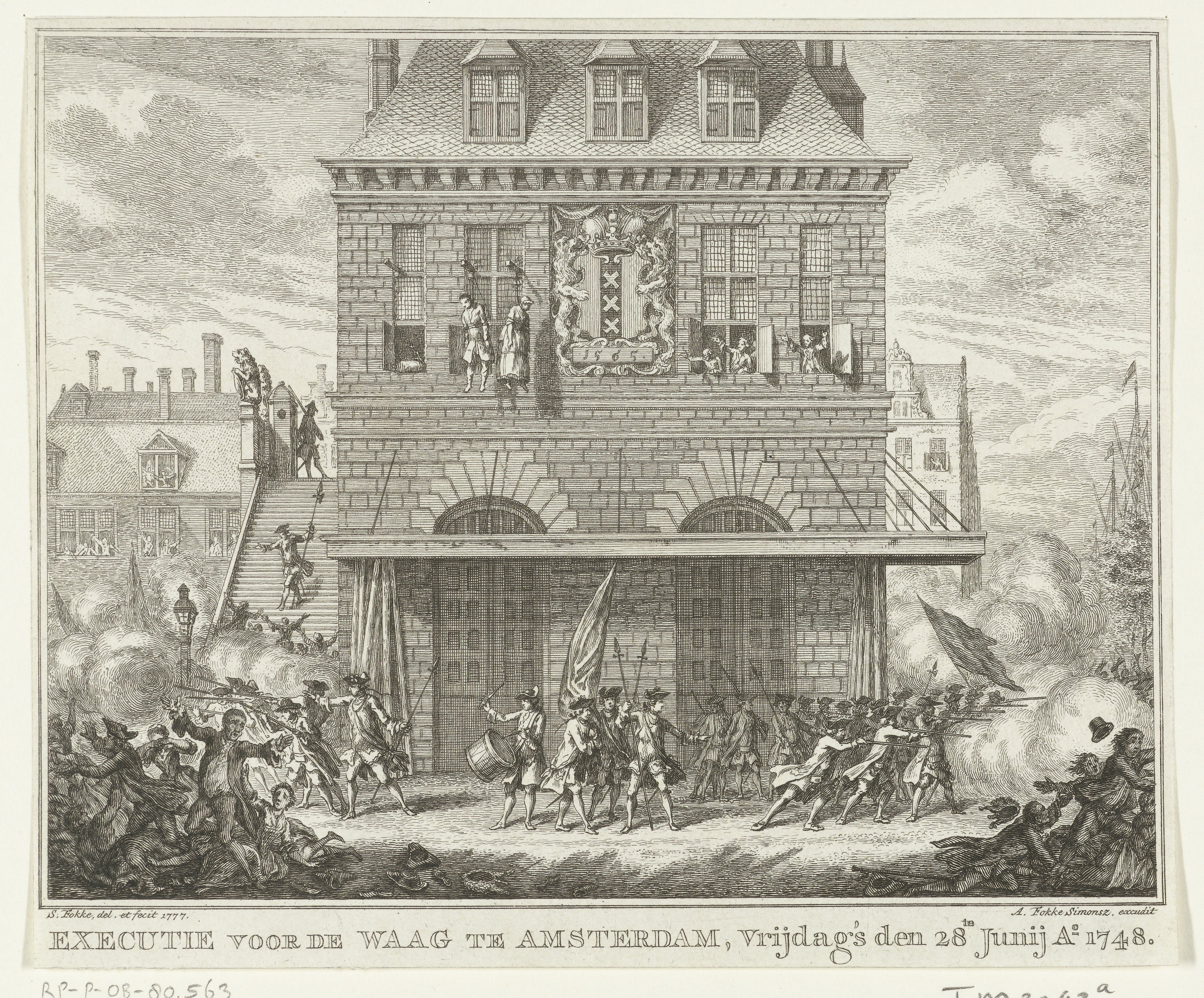
1748, door Simon Fokke
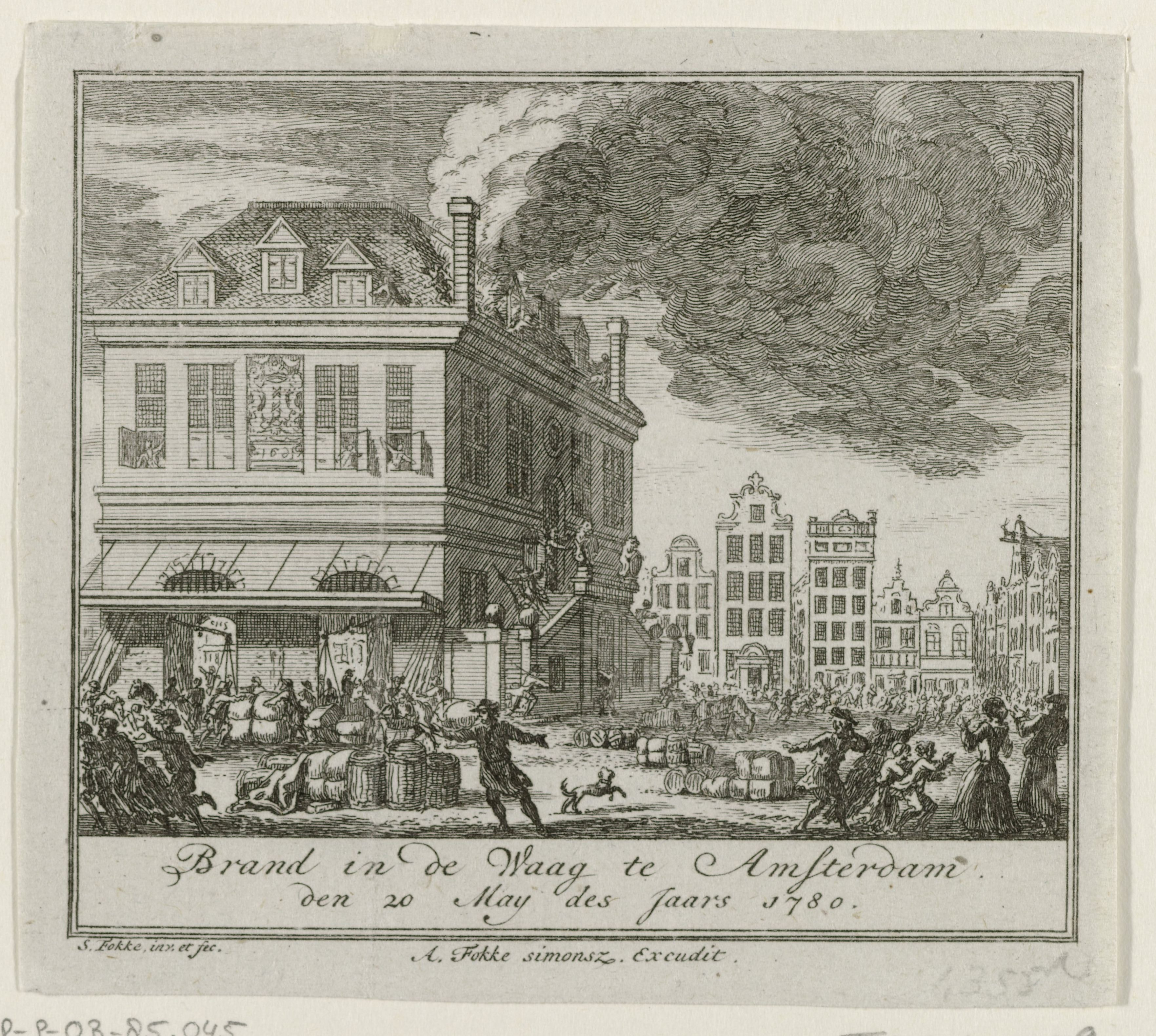
Brand in de Waag, 1779